# Wilfred Nichol
Pour les articles homonymes, voir Nichol.
Wilfred Nichol (né en 1901 à Newcastle upon Tyne et décédé le 8 février 1955) est un athlète britannique spécialiste du sprint. Il était affilié au Highgate Harriers.

## Biographie

### Palmarès
| Date | Compétition           | Lieu  | Résultat | Performance |
| ---- | --------------------- | ----- | -------- | ----------- |
| 1924 | Jeux olympiques d'été | Paris | 2e       | 41 s 2      |

### Records
| Épreuve    | Performance | Lieu  | Date |
| ---------- | ----------- | ----- | ---- |
| 100 mètres | 11 s 0      | Paris | 1924 |
| 220 yards  | 21 s 3      |       | 1923 |